# José Ferreira de Lacerda

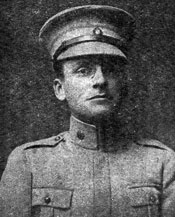
José Ferreira de Lacerda

José Ferreira de Lacerda (Monte Real, Leiria, 23 de Abril de 1881 — Monte Real, Leiria, 20 de Setembro de 1971) foi um sacerdote e jornalista português. 
Figura polémica, mesmo dentro dos meios eclesiásticos, destacou-se não apenas como sacerdote, mas também como jornalista e cidadão empenhado em causas públicas e políticas. 
Capelão militar voluntário na Flandres, onde o Corpo Expedicionário Português combateu na Batalha de La Lys, foi responsável por um conjunto de crónicas, além de um conciso diário onde relata a sua vivência de padre e de homem na guerra. Publicadas sob o título 31 Crónicas da Guerra – Campanha da Flandres, esses textos constituem um testemunho único da participação portuguesa no conflito, sem a interferência da censura da Primeira República. 
Fundou em 7 de Outubro de 1914, o jornal O Mensageiro, que é hoje o mais antigo semanário do Distrito de Leiria.
De assinalar ainda na sua biografia, o facto de, em 19 de Outubro de 1917, ter interrogado Lúcia de Jesus dos Santos, Francisco e Jacinta Marto, os três pastorinhos que protagonizaram as Aparições de Fátima (DCF-I, docs. 47, p. 334-339 (Jacinta); 345-348 (Francisco); doc. 52, p- 364-365 (Jacinta e Francisco).